# Eucharidema gorgo
Eucharidema gorgo là một loài bướm đêm trong họ Geometridae.